# 奥普提马顿军区
奥普提马顿军区（意为“最优者”）起初是作为东罗马的精英军事单位而存在的。然而在8世纪中期退化沦为用以提供补给和运输的军团，驻地在小亚细亚西北部，该地也被以军团名设置为军区。作为行政单位的一部分，这个军区一直持续到14世纪的头十年，成为了存活到最后的军区之一，陪伴了东帝国的后半生。

## 历史
奥普提马顿最早在6世纪晚期便被提比略二世所设立，根据莫里斯所撰写的战略学一书中的说法，奥普提马顿是蛮盟佣兵中的精英部队，这些士兵绝大多数都是哥特人。他们在编制内通常都是骑兵军团，单位人数通常是在1000至5000人左右，是中央军的预备部队的一部分，这些军团的首长头衔与其他军团的首长不同，他们通常被称为“Taxiarches”，即准将之意。
根据编年史学家懺悔者狄奧法內斯所说，这些蛮族的后裔被称为“Gothograeci”（希腊化哥特人），在8世纪生活在比提尼亚的北部。而另一说法来自沃伦·崔德戈德，认为蛮盟佣兵的奥普提马顿军团编制在2000人左右。
8世纪中期，在君士坦丁五世的统治时期，在阿尔塔巴斯杜斯（原奥普希金军区司令，后篡位）的叛乱后，为了降低军区将军们的影响，奥普希金军区的军区司令被降职，原包括君士坦丁堡对岸的半岛地区，包括从尼科米底亚的海岸延伸至桑伽里乌斯河（现萨卡里亚河）的原奥普希金军区的土地，原军区的基础上被剥离用来安置奥普提马顿军团，而首府自然被设在尼科米底亚。奥普提马顿最早在774/775年被提到说被设成独立的军区，但事实上早在阿尔塔巴斯杜斯的叛乱后不久便已形成。而与此同时强大的奥普希金军区已被分为三份，除了他自己和奥普提马顿之外，还有新设立的布刻拉里翁军区。
因此，与其他的军区不同的是，奥普提马顿不再提供作战士兵，而是4000名赶骡子的士兵（也包括他们的动物），用以为驻扎在君士坦丁堡的近卫军运输补给。君士坦丁七世指出，这个军区作为唯一一个非战斗用途的军区，没有下辖的中队区（τούρμα）或营区（δροῦγγοι），表明其地位低下。也因此该军区的统帅的级别也是也是所有军区统帅中层级最低的。其统帅不像其他军区一样称“将军”或“随从官（κόμετος，仅奥普西金军区）”，而是像中央军队“塔格玛（τάγμα）”属下各支部队一样称“家内官（δομέστικοι）”。由一位副手（托波特勒特斯），首席财政官（沙托拉里奥斯）和一个中央执政官指定的秘书辅佐来处理相应事项。
在曼齐刻尔特战役后塞尔柱帝国劫掠了该地区的乡村地区，但是尼科米底亚安然无事，在第一次十字军的帮助下阿莱克修斯一世才让这片地区得以保留太平。1204年的第四次十字军东征解体了东罗马帝国并让这片地区被拉丁人霸占，但是约安尼斯巴塔泽（即约翰三世）在1240年夺回该地区后重新设立了奥普提马顿军区，一直让其存续到14世纪初，被崛起的奥斯曼所蚕食吞并。

### 脚注
1. ↑  Haldon 1999，第196頁.
2. 1 2 3 4 5  Kazhdan 1991，第1529頁.
3. 1 2  Treadgold 1995，第96–97頁.
4. ↑  Kazhdan 1991，第2018頁.
5. ↑  Lounghis 1996，第32–33頁.
6. ↑  Treadgold 1995，第99頁.
7. ↑  Theophanes the Confessor & Turtledove 1982，446–447 (p. 134).
8. ↑  Haldon 1984，第222–227頁.
9. ↑  Lounghis 1996，第29–31頁.
10. ↑  Haldon 1999，第158頁.
11. ↑  Lounghis 1996，第34頁.
12. ↑  Treadgold 1995，第105頁.
13. ↑  Treadgold 1995，第218頁; Kazhdan 1991，第1483頁.
14. ↑  Kazhdan 1991，第1484頁.

### 书籍
- Haldon, John F.  3. Bonn, Germany: R. Habelt. 1984  [2019-02-20]. ISBN 3-7749-2004-4. （原始内容存档于2020-06-01）.
- Haldon, John F. . London, United Kingdom: University College London Press (Taylor & Francis Group). 1999  [2019-02-20]. ISBN 1-85728-495-X. （原始内容存档于2020-06-25）.
- Kazhdan, Alexander Petrovich (编). . New York, New York and Oxford, United Kingdom: Oxford University Press. 1991. ISBN 978-0-19-504652-6.
- Lounghis, T. C. . Byzantine Symmeikta. 1996, (10): 27–36  [2019-02-20]. ISSN 1105-1639. （原始内容存档于2015-11-21）.
- Theophanes the Confessor; Turtledove, Harry. . Philadelphia, Pennsylvania: University of Pennsylvania Press. 1982  [2019-02-20]. ISBN 978-0-8122-1128-3. （原始内容存档于2019-08-11）.
- Treadgold, Warren T. . Stanford, California: Stanford University Press. 1995  [2019-02-20]. ISBN 0-8047-3163-2. （原始内容存档于2020-06-01）.